# Kouramangui
Kouramangui est une subdivision administrative de la Guinée, sous-préfecture de la préfecture de Labé située au nord-est à 30 Km du chef lieu de la préfecture de Labé sur la route nationale Labé - Koundara. Elle couvre une superficie d'environ 480.

## Climat
Kouramangui est dotée d'un climat tropical de type Aw selon la classification de Köppen, avec une température annuelle moyenne de 21,1 °C et des précipitations d'environ 1 716 mm par an, plus importantes en été qu'en hiver. 

## Population
En 2016, la localité comptait 15 506 habitants.

## Personnalités
- Faby Bokira (1984-), chanteur guinéen, est né à Kouramangui.